# Caironi Camillo
Caironi Camillo (Milánó, 1900. február 21. – Milánó, 1962. február 7.) olasz nemzeti labdarúgó-játékvezető.

## Pályafutása

### Nemzeti játékvezetés
Az I. Liga játékvezetőjeként 1935-ben vonult vissza.

### Nemzetközi játékvezetés
Az Olasz labdarúgó-szövetség Játékvezető Bizottsága (JB) terjesztette fel nemzetközi játékvezetőnek, a Nemzetközi Labdarúgó-szövetség (FIFA) 1932-től tartotta nyilván bírói keretében. Több nemzetek közötti válogatott és klubmérkőzést vezetett, vagy működő társának partbíróként segített. Az aktív nemzetközi játékvezetéstől 1935-ben búcsúzott.

#### Labdarúgó-világbajnokság
A világbajnoki döntőhöz vezető úton Olaszországba a II., az 1934-es labdarúgó-világbajnokságra a FIFA JB a hazai játékvezetők/partbírók közül többet is felkért, elsősorban partbírói feladatok végzésére. Ezen a tornán a hazai bírók közül három olasz játékvezető és kilenc partbíró kapott feladatot. Camillo kizárólag első számú partbírói feladatot kapott. Az első számú partbíró egyik feladata volt, hogy a játékvezető sérülése esetén átvegye a játékvezetői teendőket. Partbírói tevékenységének száma a világbajnokságon: 2.

##### 1934-es labdarúgó-világbajnokság

###### Világbajnoki mérkőzés
| Időpont         | Helyszín                          | Mérkőzés típusa    | Mérkőzés               | Játékvezető          | Eredmény | Nézők száma |
| --------------- | --------------------------------- | ------------------ | ---------------------- | -------------------- | -------- | ----------- |
| 1934. május 27. | Benito Mussolini Stadion, Torino  | egyik nyolcaddöntő | Ausztria–Franciaország | Johannes van Moorsel | 3 : 2    | 16 000      |
| 1934. június 7. | Giorgio Ascarelli Stadion, Nápoly | bronzmérkőzés      | Németország–Ausztria   | Albino Carraro       | 3 : 2    | 7 000       |

#### Nemzetközi kupamérkőzések

##### Közép-európai kupa
A Mitropa Kupa sorozatban kapott bírói feladatot.
| Időpont          | Helyszín                    | Mérkőzés típusa    | Mérkőzés                         | Eredmény | Nézők száma |
| ---------------- | --------------------------- | ------------------ | -------------------------------- | -------- | ----------- |
| 1932. június 25. | Hohe Warte Stadion, Bécs    | nyolcaddöntő       | First Vienna FC–Újpesti TE       | 2 : 3    | 12 000      |
| 1934. június 30. | Üllői úti Stadion, Budapest | egyik negyeddöntő  | Ferencvárosi TC–SK Kladno (cseh) | 6 : 0    | 15 000      |
| 1935. június 15. | Práter Stadion, Bécs        | egyik nyolcaddöntő | FC Admira Wacker–MTK Hungária FC | 3 : 2    | 10 000      |